# Arexion
Arexion is een geslacht van rechtvleugeligen uit de familie doornsprinkhanen (Tetrigidae). De wetenschappelijke naam van dit geslacht is voor het eerst geldig gepubliceerd in 1929 door Rehn.

## Soorten
Het geslacht Arexion  is monotypisch en omvat slechts de volgende soort:
- Arexion suavis (Rehn, 1929)